# Sela pri Dobu
Sela pri Dobu este o localitate din comuna Ivančna Gorica, Slovenia, cu o populație de 25 de locuitori.